# Саркеловское сельское поселение
Саркеловское сельское поселение — муниципальное образование в Цимлянском районе Ростовской области.
Административный центр поселения — посёлок Саркел.

## География
Саркеловское сельское поселение граничит с Волгодонским и Дубовским районами, с Маркинским сельским поселением, городом Волгодонском, городом Цимлянском, Калининским сельским поселением, Красноярским сельским поселением. Общая площадь Саркеловского сельского поселения составляет 9689,9 квадратных метров.

## История
Сельское поселение образовано в январе 2006 года, на основании Постановления Главы Цимлянского района от 28.12.2005 года № 1724 «О реорганизации органов местного самоуправления». До этого поселок Саркел находился в подчинении администрации Цимлянска, а станица Хорошевская и хутор Крутой относились к Красноярскому сельскому совету
Основной вид деятельности муниципального образования — сельское хозяйство. На его территории работает несколько образовательных учреждений. По состоянию на 1 января 2016 года численность населения составляет 3108 человек.
С апреля 2010 года по апрель 2014 года проходил капитальный ремонт водопроводов: было отремонтировано свыше 16 километров водопроводной сети. Работы проходили на территории станицы Хорошевской. Выполнение работ потребовало 5393,6 тысяч средств области и 135,1 тысячу из местного бюджета. На территории поселения были установлены дорожные знаки, производился ремонт работ. В 2012 году также на территории улиц станицы Хорошевской было проведено частичное освещение улиц, в 2014 году работы должны были быть завершены до конца.
На территории Саркеловского сельского поселения в посёлке Саркел ежегодно проходит фестиваль виноделия. В его рамках организовывается выставка лучших донских вин, блюд традиционной казачьей кухни, проходят выступления творческих коллективов. В 2015 году в конкурсе вин принимал участие 31 образец. Призовые места в фестивале виноделия "Цимлянская лоза" заняли напитки, которые были изготовлены местными виноделами.

## Административное устройство
В состав Саркеловского сельского поселения входят:
- посёлок Саркел (1350 жителей);
- хутор Крутой;
- станица Хорошёвская.

## Население
| 2010  | 2012  | 2013  | 2014  | 2015  | 2016  | 2017  |
| ----- | ----- | ----- | ----- | ----- | ----- | ----- |
| 2695  | ↗2732 | ↗2770 | ↗2775 | ↘2773 | ↗2789 | ↘2778 |
| 2018  | 2019  | 2020  | 2021  |       |       |       |
| ↗2789 | ↘2786 | ↘2758 | ↘2740 |       |       |       |